# Aglena ornata
Aglena ornata är en insektsart. Aglena ornata ingår i släktet Aglena och familjen dvärgstritar. Utöver nominatformen finns också underarten A. o. ornatula.